# Kościół Chrystusa Króla w Dzierżoniowie
Kościół Chrystusa Króla – rzymskokatolicki kościół parafialny należący do dekanatu Dzierżoniów diecezji świdnickiej.

## Historia
Kościół był pierwotnie karczmą "Czarny Niedźwiedź" (niem. "Zum Schwarzen Bär") wybudowaną w 1900 roku. W 1926 roku wykupił ją pastor Teubner i zaadaptował południową część na kościół oraz ośrodek opiekuńczo-wychowawczy i szkołę. W 1948 roku została erygowana polska parafia rzymskokatolicka. W latach 1966–1970 świątynia została gruntownie wyremontowana, została wtedy odnowiona elewacja, wymieniona została instalacja elektryczna oraz została dodana nowa polichromia wnętrza. W latach 1980–1985 świątynia została rozbudowana. W latach 1985–2000 zostały wyremontowane organy, ławki oraz nawierzchnia wokół kościoła.